# ホタル

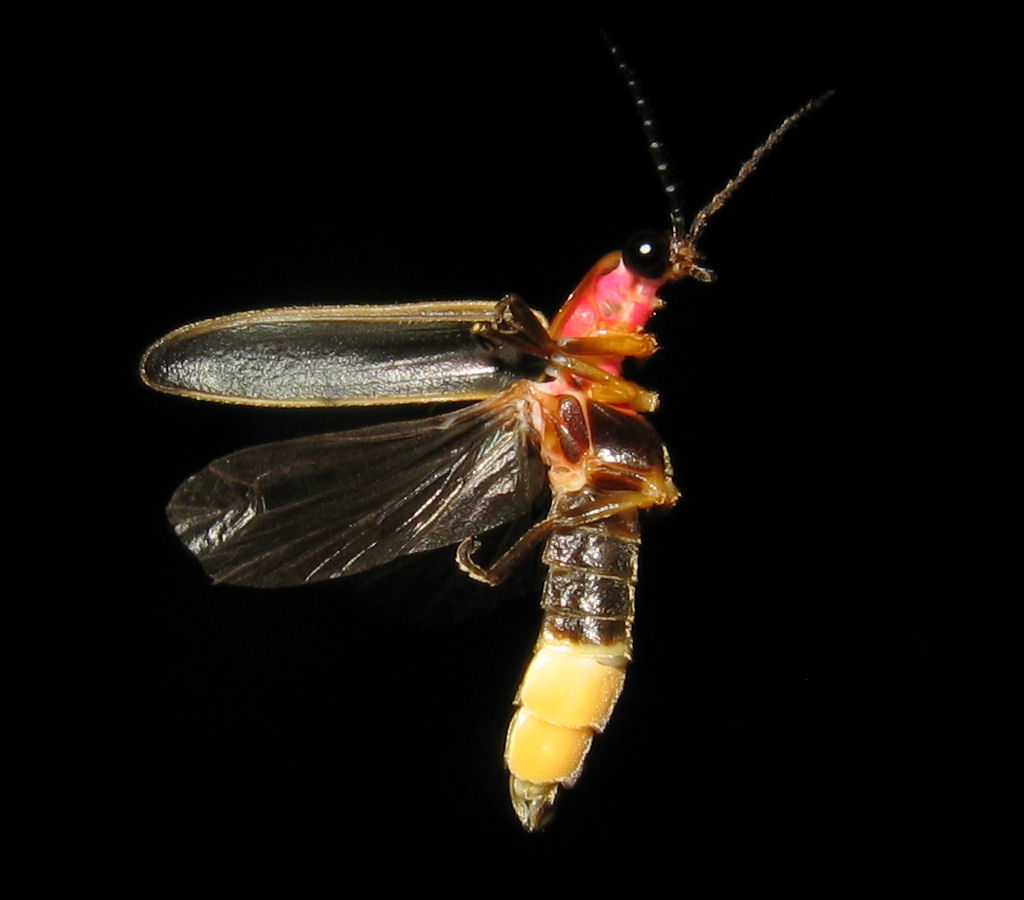
Photinus pyralis が飛ぶ

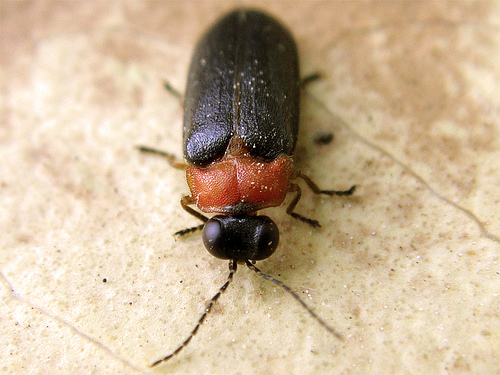
Luciola lusitanica のオスの正面

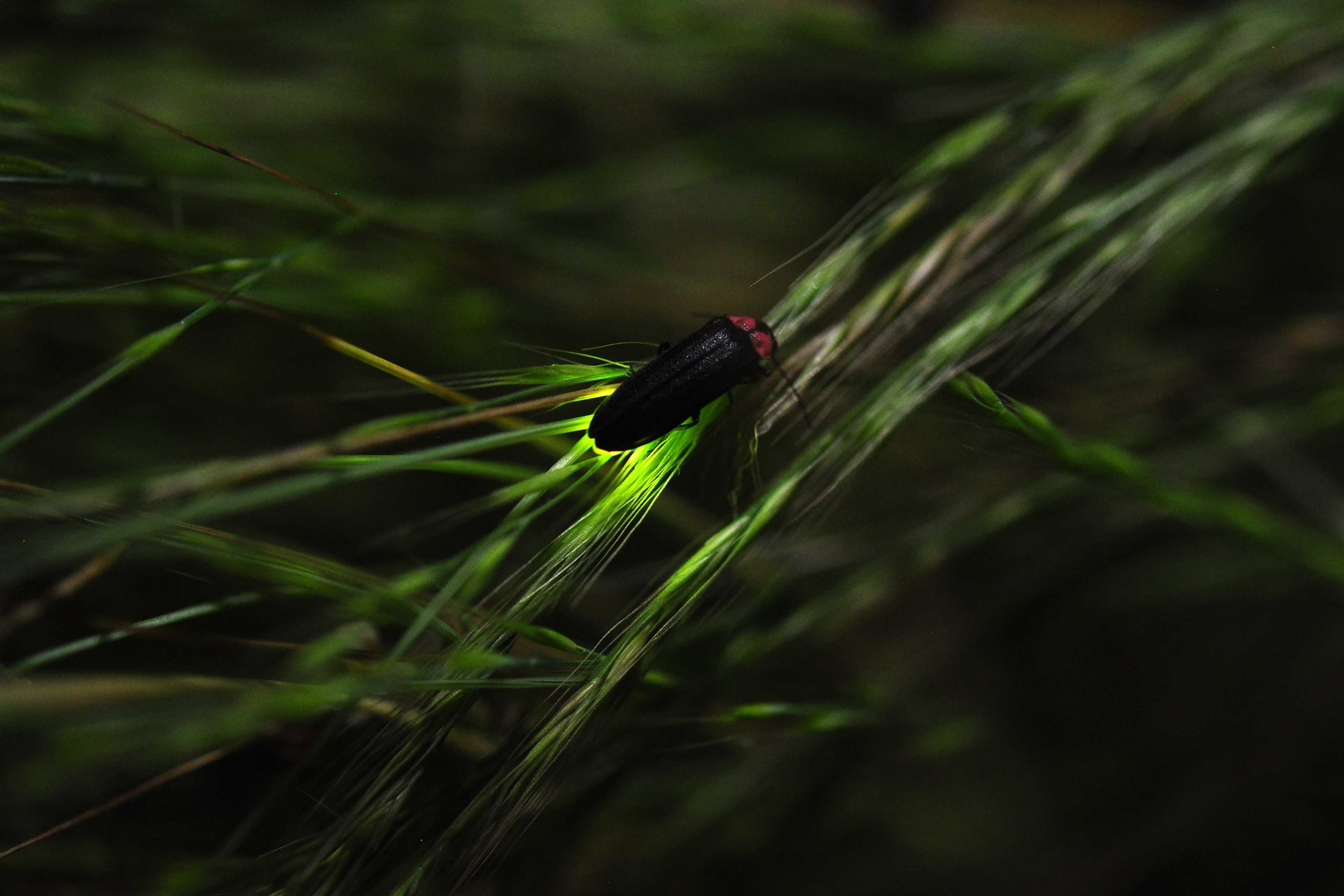
発光するホタル（日本）

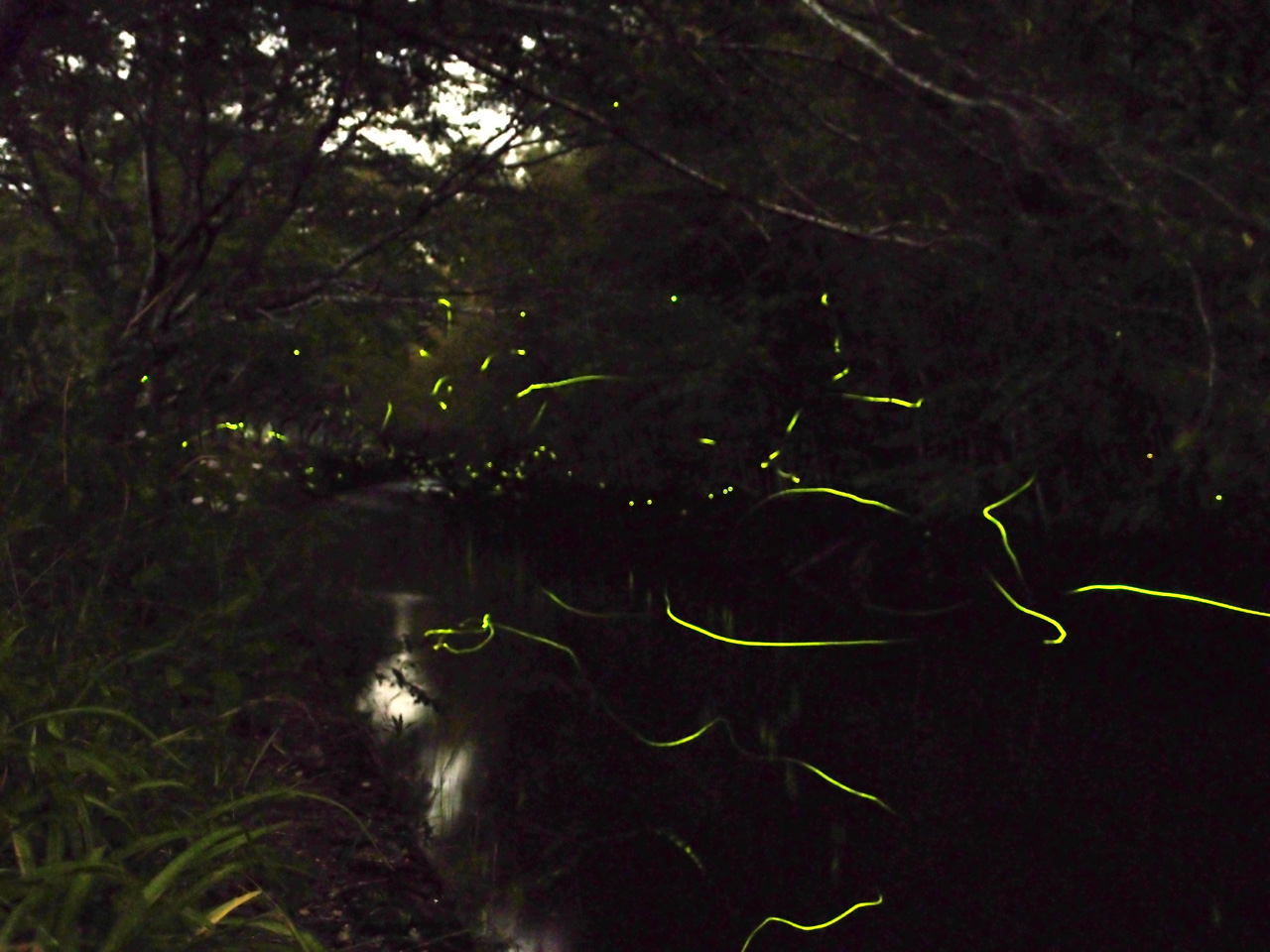
日本の河川でのホタルの群舞

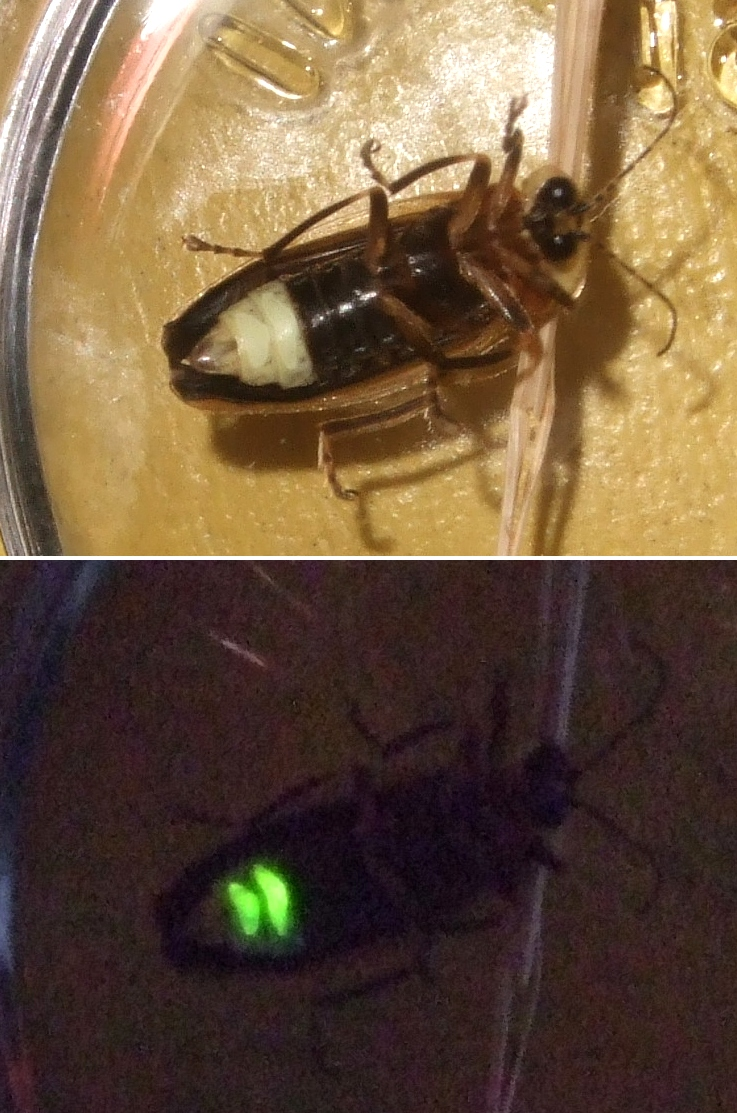
ホタルの発光部位は腹部の後方である

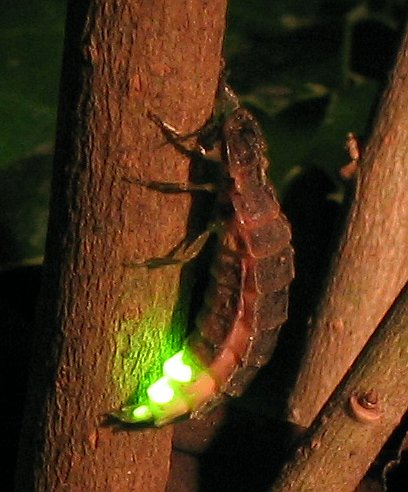
メスや幼虫も光る（画像は Lampyris noctiluca のメス）

ホタル（蛍、螢）は、コウチュウ目（鞘翅目）・ホタル科 Lampyridae に分類される昆虫の総称。発光することで知られる昆虫であり、ホタルという名もその様から「火（ホ）を垂（ル）」として呼ばれるようになったが、ほとんど光らない種が多い。

## 概要
極地や砂漠などの乾燥地を除いた全世界に分布していており、2000種以上が生息しているとされる。幼虫時代を水中で過ごす水生ホタルと、陸上の湿地で過ごす陸生ホタルがいる。ただし水生ホタルは世界で10種類ほどしか知られておらず、そのうち日本にはゲンジボタル、ヘイケボタル、クメジマボタルの3種類が生息している。
日本で「ホタル」といえば一般的にはゲンジボタル Nipponoluciola cruciata を指すことが多い。本州（主に青森県横浜町以南）、四国、九州などに分布し、北海道、八丈島（伊豆諸島）に移入分布する。九州地方では5月上旬から、東北では7月頃から羽化する。
本州、四国、九州では、ゲンジボタル、ヘイケボタル、ヒメボタル、クロマドボタル、オバボタル、オオオバボタル、スジグロボタル、ムネクリイロボタル、カタモンミナミボタルのおおむね9種類が観察される。日本では50種ほどのホタルが確認されているがほとんどは南西諸島に分布しており、沖縄などではゲンジボタルより扁平なマドボタル（本州以南に分布する）を見ることができる。
台湾では60種以上が生息しており、初夏にホタルを鑑賞する観光行事も行われている。
ゲンジボタルの成虫が初夏に発生するため、日本ではホタルは夏の風物詩と捉えられており、夜の蛍の発光を鑑賞する「蛍狩り」が行われる。日本を含む東アジアにおいて、蛍の成虫は必ずしも夏だけに出現するものではない。例えば朝鮮半島、中国、対馬に分布するアキマドボタル Pyrocoelia rufa は和名通りに秋に成虫が発生する。西表島で発見されたイリオモテボタル Rhagophthalmus ohbai は真冬に発光する。南西諸島に数種が分布するヒゲボタル類も秋から冬に成虫が現れる。

## 形態
成虫の体長は数mmから30mmほどで、甲虫としては小型から中型である。体型は前後に細長く、腹背に平たい。特に前胸は平らで、頭部を被うことが多い。よくある色合いは全体に黒っぽく、前胸だけが赤いというものである。その体は甲虫としては柔らかい。オスとメスを比べるとメスのほうが大きい。メスは翅が退化して飛べない種類があり、さらには幼虫のままのような外見をした種類もいる。光でコミュニケーションする種では触角は糸状で細いが、フェロモンを使う種では鋸歯状だったり、クシ状だったりするものもいる。成虫期間は約1-2週間。
幼虫はやや扁平で細長い。頭部は胸部に引っ込めることができる。胸部に短い三対の歩脚があり、腹部の後端に吸盤があって、シャクトリムシのように移動する。

## 食性
多くの種類の幼虫は湿潤な森林の林床で生活し、種類によってマイマイやキセルガイなどの陸生巻貝類やミミズ、ヤスデなどといった土壌動物の捕食者として分化している。日本に棲むゲンジボタル、ヘイケボタル、クメジマボタルの3種の幼虫は淡水中に生息し、モノアラガイやカワニナ、タニシやミヤイリガイなどの淡水生巻貝類を捕食するが、これはホタル全体で見るとむしろ少数派である（実際、『ファーブル昆虫記』に登場するホタルは陸棲で、カタツムリを捕食する）。また、スジグロボタルの幼虫は普段は陸上で生活するが、摂食時のみ林内の小さな湧水や細流の水中に潜り、カワニナを捕食していることが知られている。ゲンジボタルやヘイケボタルなど水生の種では、幼虫・成虫ともに水草やスイカのような香りがある。
多くの種類の成虫は、口器が退化しているため、口器はかろうじて水分を摂取するぐらいしか機能を有していない。このため、ほぼ1-2週間の間に、幼虫時代に蓄えた栄養素のみで繁殖活動を行うことになる。海外には、成虫となっても他の昆虫などを捕食する種がいる。

## 発光
ホタルのうち尾部などに発光器官を持つ種は、酵素のルシフェラーゼと、ルシフェリンの化学反応で光を発する（後述「発光のメカニズム」参照）。日本の基礎生物学研究所と中部大学はヘイケボタルの、両者に米国マサチューセッツ工科大学を加えた研究チームは米国産ホタル「フォティヌス・ピラリス」のゲノムを2018年に解読。発光しない生物にもある脂肪酸代謝酵素（アシルCoA合成酵素）が、ホタルの祖先が進化する過程で重複を起こして、1億年以上前に発光能力を得たと推測されるとの研究結果を発表した（ホタルとは近縁のヒカリコメツキの発光原理も同様であるが、進化の過程は別）。
ホタルが発光する能力を獲得したのは「敵をおどかすため」という説や「食べるとまずいことを警告する警戒色である」という説がある。事実ホタル科の昆虫は毒を有しており、よく似た姿や配色（ベーツ擬態、ミューラー擬態）をした昆虫も存在する。ただし、それらは体色が蛍に似るものであり、発光するわけではない。
卵や幼虫の時代にはほとんどの種類が発光する。成虫が発光する種は夜行性の種が大半を占め、昼行性の種の成虫では強く発光する種も存在するが、多くの種はまず発光しない。夜行性の種類では主に配偶行動の交信に発光を用いており、光を放つリズムやその際の飛び方などに種ごとの特徴がある。このため、「交尾のために発光能力を獲得した」と言う説も有力である。一般的には雄の方が運動性に優れ、飛び回りながら雌を探し、雌はあまり動かない。成虫が発光する場合は蛹も発光するので、このような種は生活史の全段階で発光することになる。昼行性の種では、光に代わって、あるいは光と併用して、性フェロモンをコミュニケーションの媒体としていると考えられる。
変わった例では以下のような種類もいる。
- 一方の性のみ発光する。
- 北米に生息する en:Photuris の雌は他種の雌をまねて発光し、その雄をおびき寄せて捕食してしまう。
- 雄が一か所に集まり一斉に同調して光る。東南アジアのマングローブ地帯で、一本の木に集まって発光するものが有名。ゲンジボタルも限定的ではあるが集団がシンクロ発光するのが見られる[14]。

### 発光のメカニズム
発光するホタルの成虫は、腹部の後方の一定の体節に発光器を持つ。幼虫は、腹部末端付近の体節に発光器を持つものが多いが、より多くの体節に持っている場合もある。
ホタルの発光物質はルシフェリンと呼ばれ、ルシフェラーゼという酵素とATPがはたらくことで発光する。発光は表皮近くの発光層で行われ、発光層の下には光を反射する反射層もある。ホタルに限らず、生物の発光は電気による光源と比較すると効率が非常に高く、熱をほとんど出さない。このため「冷光」とよばれる。

## 主な種類
日本には50種類以上のホタルが生息しているが、代表的な種類には以下のようなものがいる。なお、上述のイリオモテボタルは、ホタル科でなくオオメボタル科Rhagophthalmidaeであり、日本からは1種しか知られていない。またベニボタルも和名に「ホタル」とあるがホタル科ではなく、同じホタル上科のベニボタル科 (Lycidae) の昆虫である。
ゲンジボタル Nipponoluciola cruciata (Motschulsky, 1854） 
体長15mm前後で、日本産ホタル類では大型種。成虫の前胸部中央には十字架形の黒い模様がある。幼虫は川の中流域にすみ、カワニナを捕食する。初夏の風物詩として人気が高く、保全への試みが日本各地で行われているが、遺伝的に異なる特性を持った他地域のホタルの増殖・放流による遺伝子汚染が問題になってもいる。
ヘイケボタル Aquatica lateralis （Motschulsky, 1860） 
体長8mm前後で、ゲンジボタルより小さい。主に細流や水田などの止水域で発生する。幼虫はカワニナだけでなくモノアラガイやタニシなど様々な淡水生巻貝類を幅広く捕食し、やや富栄養化した環境にも適応する。また時には干上がる水田のような環境でも、鰓呼吸だけではなく空気呼吸を併用し、泥に潜って生き延びる。成虫の出現期間は長く、5月から9月頃まで発光が見られる。
ヒメボタル Luciola parvula Kiesenwetter, 1874 
体長は7mm前後で、ヘイケボタルより更に小型の陸棲のホタルである。西日本の林地や草地に分布する。幼虫は林床にすみ、マイマイやキセルガイなどを捕食する。5-6月に羽化し、かなり強く発光するが、川辺などの開けた場所ではなく森林内などの人目につきにくい場所で光るのであまり知られていない。名古屋城の堀の中に広がる草地には、都市部では珍しい大規模な生息地があることが知られている。メスは飛行できないため分布地の移動性は小さく、個々の個体群は隔離されがちで、地域により体長など遺伝的特性の差が著しい。
オバボタル Lucidina biplagiata Motschulsky, 1866 
体長10mm前後。体は黒色で平たく、前胸に2つの赤い斑点があり、尾部も赤い。他のホタルと同じような体色だが、昼行性でほとんど発光しない。幼虫は森林の土壌中で、小型のミミズを捕食している。
クシヒゲボタル Cyphonocerus spp.
クシヒゲボタル属 Cyphonocerusの総称で、本土からムネクリイロボタルやヘリアカクシヒゲボタル、南西諸島からオキナワクシヒゲボタル、ヤエヤマクシヒゲボタルが知られる。ムネクリイロボタルやオキナワクシヒゲボタルでは雌の翅が幾分退化し飛べないことが知られている。
マドボタル Pyrocoelia spp.
マドボタル属 Pyrocoelia の総称で、多くの種類がある。和名はオスの胸部に窓のような2つの透明部があることに由来する。メスは翅が退化していて、蛹がそのまま歩き出したような外見をしている。幼虫は陸生で、主に小型のカタツムリ類を捕食し、他の陸生のホタル幼虫に比べて夜には活発に光りながら草や低木にもよじ登るので、よく目立つ。成虫はよく光るものも痕跡的な発光しかしないものもある。本州東部には中型種のクロマドボタル、本州西部と四国、九州には中型種のオオマドボタル、対馬には大型種のアキマドボタルが生息し、南西諸島（奄美以南）からは6種が知られ、そのうちミヤコマドボタルとヤエヤママドボタルのメスは、アキマドボタル並みに大型で体長は3 cmを超える。
ヒゲボタル Stenocladius spp.
ヒゲボタル属 Stenocladiusの総称で、以前はフサヒゲボタルとか、クシヒゲボタルと呼ばれていた（現在はクシヒゲボタルの名はCyphonocerus属の種にあてられている）。オスの触角が櫛の歯状に発達している。メスは翅が退化しているばかりでなく、ほぼ幼虫のような形態をしていて、より淡色。幼虫は湿潤な森の林床でミミズを捕食する。体は乳白色で各体節に赤褐色の背板を持つ。南西諸島に数種が分布し、成虫は秋から冬に出現する。昼行性だが雌雄ともまたはメスのみ弱く発光する。

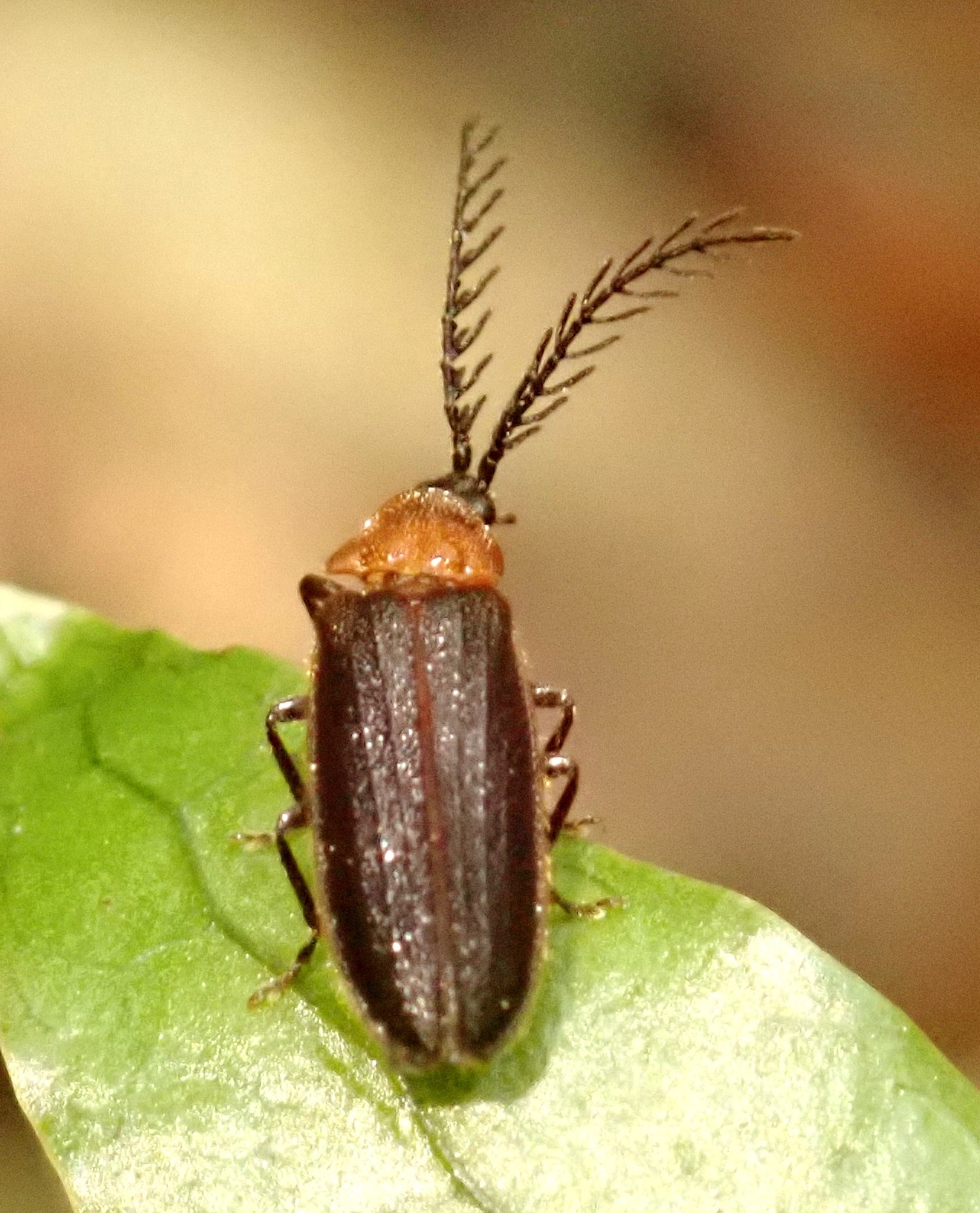
オキナワクシヒゲボタル奄美亜種 ♂
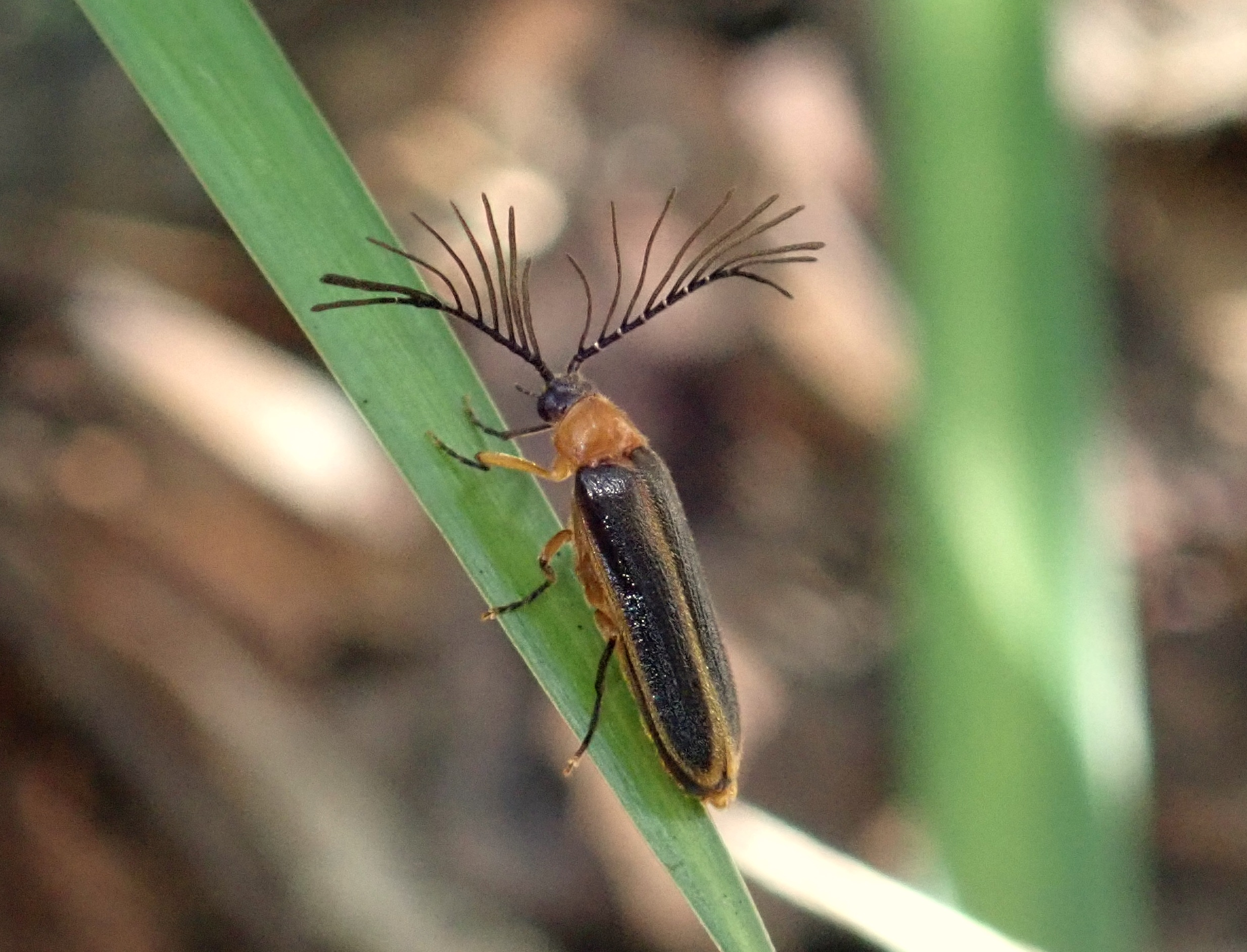
秋に現れる蛍アマミヒゲボタル♂

## ホタルの減少
ホタルの生息数は年々減少しており、その原因としては生息環境の破壊や汚染、自然環境の放置、ホタル観賞のマナーの問題などが挙げられる。
環境省の「第2回自然環境保全基礎調査報告書」（1982年）によればホタル減少の原因として、農薬の使用、イワナ漁のための毒流し、ミヤイリガイの駆除、汚水や排水の流入、工事等による土砂の流入、川砂利の採取、河川や用水路の改修などが挙げられているという。
自然環境については、特に里山の放置による生態系の変化が大きいとされる。ホタル鑑賞者のマナーの問題とは、ホタルを採集してしまったり、光でコミュニケーションをとっているホタルに対して人工的な照明を向けることにより交配ができずに子孫を残せなかったり、ゴミを捨てることによる環境の悪化などが挙げられる。

## ホタルの保護と復活
多摩動物公園昆虫館でホタル飼育技術を確立した矢島稔（日本ホタルの会名誉会長）は、昭和40年代以来、皇居ほか各地のホタル復活に手を貸してきた。現在では自然保護の気運も高まり、自然回復や河川の浄化を含めて、自治体などの取り組みとしてゲンジボタルの保護や放流が行われるようになっている。
しかし、ホタル復活を謳いながら実はビオトープが「造園業者が手掛ける箱庭」「人寄せパンダ」に過ぎなかったり、ホタルの養殖販売業者からホタルの幼虫や成虫を購入して放すだけだったりする場合も少なくない。ホタルをめぐってのトラブルも各地で発生しており、解決すべき課題も多い。
- ホタルを放流したはいいが、川辺の護岸や植生により定着できない。
- ホタル狩りの観光客がライトを点灯させ、ホタルの活動が妨げられた[23]。
- ホタル狩りの観光客が道を塞ぎ、地域住民の交通に支障を来たした[3]。
- 川を汚さないようにと、子供たちの川遊びまでも禁止された。
- ホタルとコイ（水生昆虫などを貪欲に捕食する）を同じ水域に放流した。

なお、他地域のゲンジボタル、または幼虫の餌となるカワニナを放流することは遺伝子汚染を引き起こすため、行うべきではない。
ホタルの研究会として、日本ホタルの会、陸生ホタル生態研究会、全国ホタル研究会、東京ゲンジボタル研究所、NPOホタルの会などがある。

### ホタル保全護岸
ホタル保全護岸は護岸本来の機能に加え、ホタルやそのエサとなるカワニナの生育に適した環境をつくることを目的とした護岸である。
山口県はホタルで有名で、特にホタルの生息が多いのが、山口市の一の坂川、椹野川、吉敷川および下関市豊田町の木屋川で、天然記念物指定河川となっている。
小規模河川改修事業が実施された一の坂川の護岸は、ホタル保全護岸の代表的なものである。一の坂川は市街地を貫流し、両岸には住宅や道路がせまっているため、拡幅せずに河床の掘り下げによる河積の拡大を図る改修が行なわれた。こうしたことから護岸も急勾配の法面となる等の制約のもとにホタル保全護岸が考えられた。
河川底の掘り下げによりそれまで河に棲息していたホタルの幼虫やエサのニナも取り除かれてしまうため、改修にあたっては再びホタルの棲息条件を整え、改修後あらたに幼虫やカワニナを放流しホタルの復活を図る工法として考えられた。
ホタルの棲息条件を満たすために次のような点が配慮されている。
- ホタルの幼虫の水虫生活に支障のない流速（約30cm/sec以下）を確保する。
- 護岸は生物の棲息を有利にするため出来る限り土壌面や樹木を確保する。

また、椹野川でのホタル護岸は連結ブロックを利用してホタルの棲息条件を整えた事例がある。
その連結ブロックの利用に当たって連結ブロックの突起の下側を一部削り取り、日陰となる下側に粘土詰めし表面にヨモギ類を植え付ける、連結ブロック間の間隙にも粘土を詰め幼虫の土中潜入および植栽を可能にする、といった改良が行なわれている。

### 岡山県真庭市の北房地域の試み

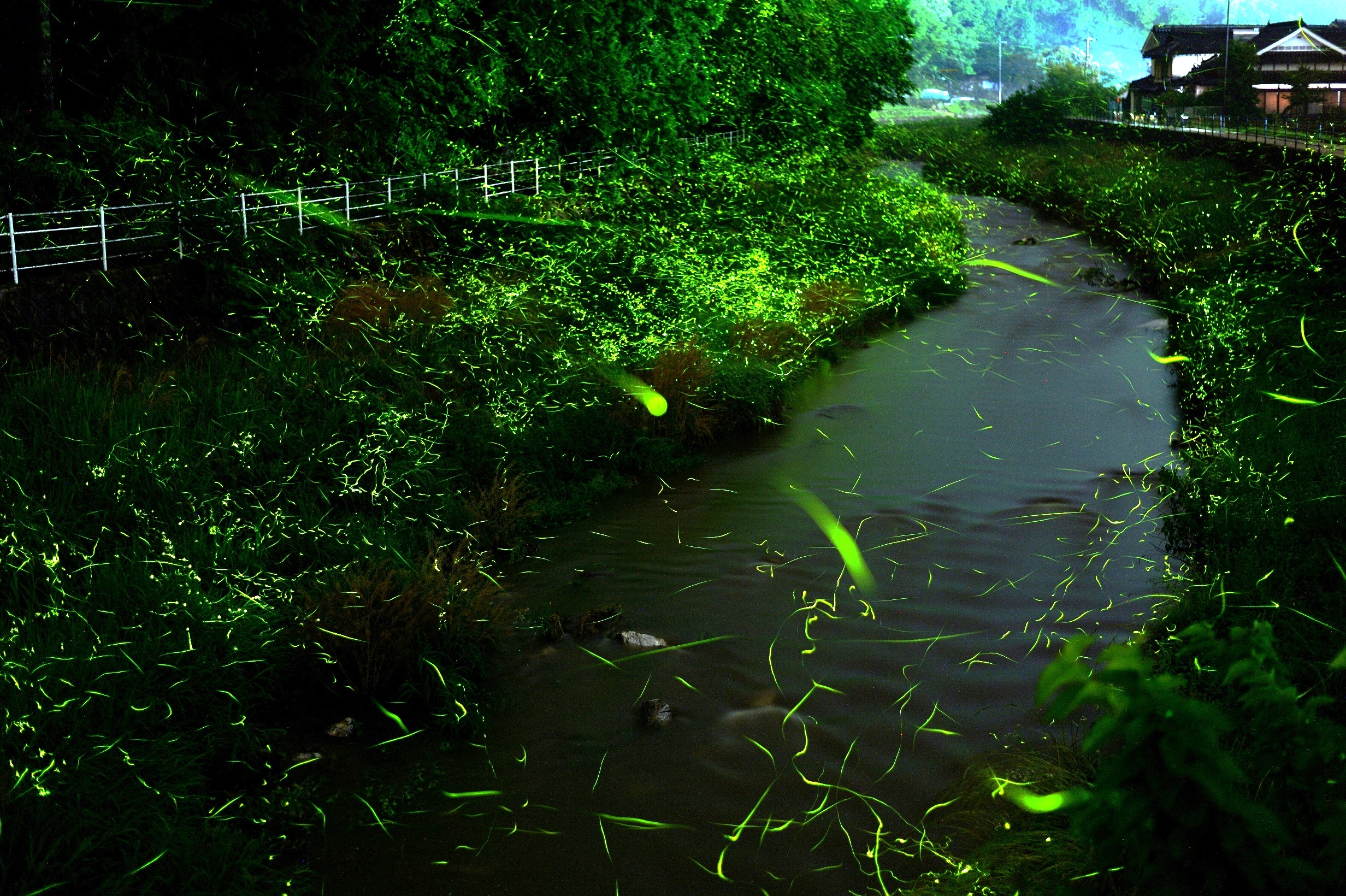
ゲンジボタル（備中川､井弥の穴付近）

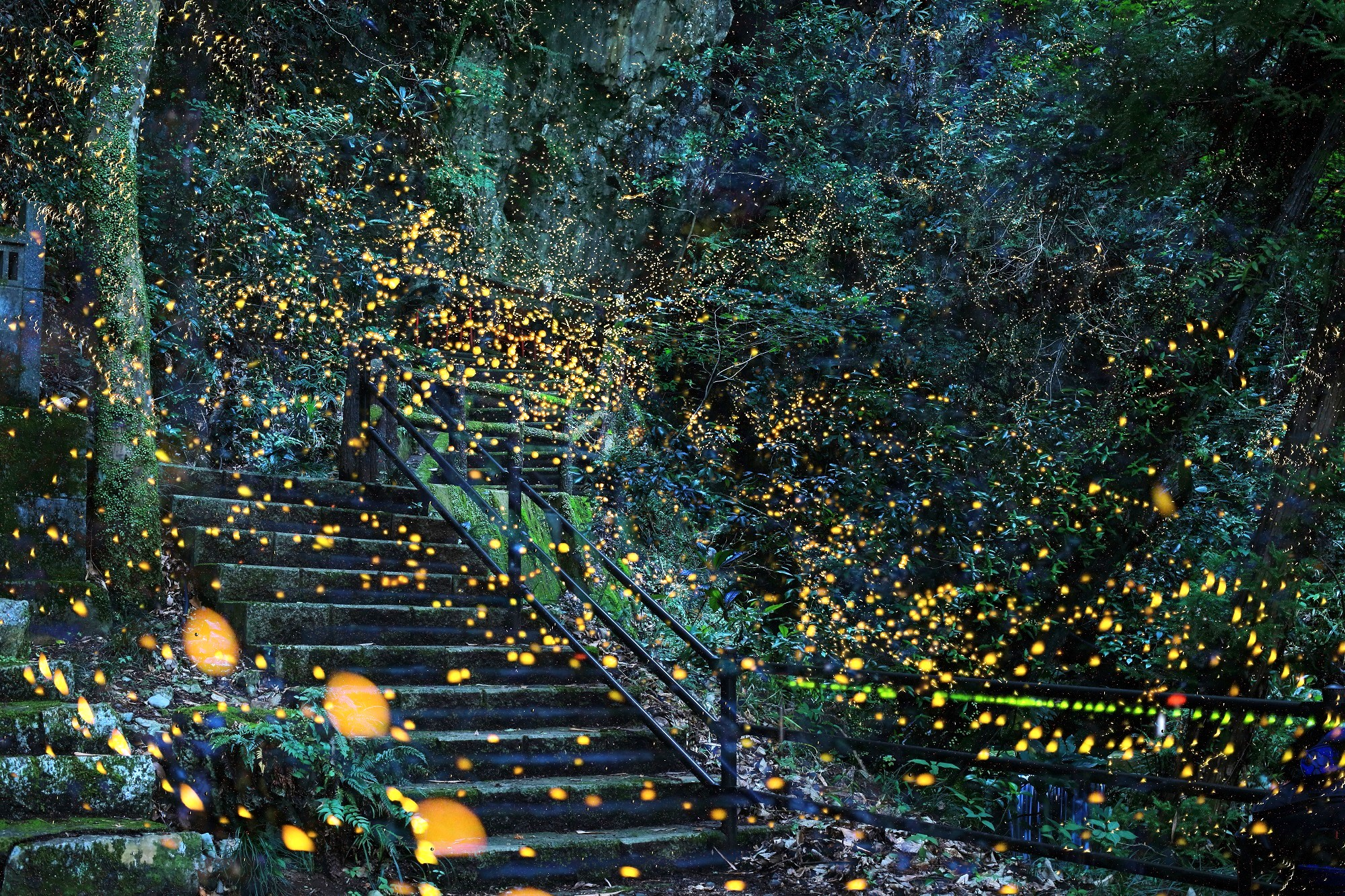
ヒメボタル（諏訪の穴前､北房ほたる公園付近）

カルスト地形が広がり石灰岩が多く分布する真庭市の北房地域は、川の浸食による渓谷や鍾乳洞などが形成される。地域を流れる備中川の水にはカルシウムが豊富に含まれることから、ゲンジボタルのエサになるカワニナも多く生息し、ゲンジボタルの生育に適した環境が整っており、昔から多くのホタルが飛び交っていた。しかし1955年（昭和30年）頃には農薬の使用や乱獲などにより激減。1959年（昭和34年）には旧北房町が備中川とその支流を天然記念物に指定し保護を開始させた。1970年（昭和45年） 北房町が主体となる「ホタルを育てる会」が結成され、2007年（平成19年）「北房ホタル保存会」に改称された。
2020年（令和2年）、ゲンジボタルやヒメボタルに比べ圧倒的に少ないヘイケボタルの個体数を増やすため、同会会員は北房ほたる公園内の水路にハナショウブの株を植える。2022年（令和4年）、備中川やその支川の約6割、計29.6キロメートルもの区間で生息を確認できた。会員20名によるゲンジボタルの生息マップが調査により作成された。

## 文化

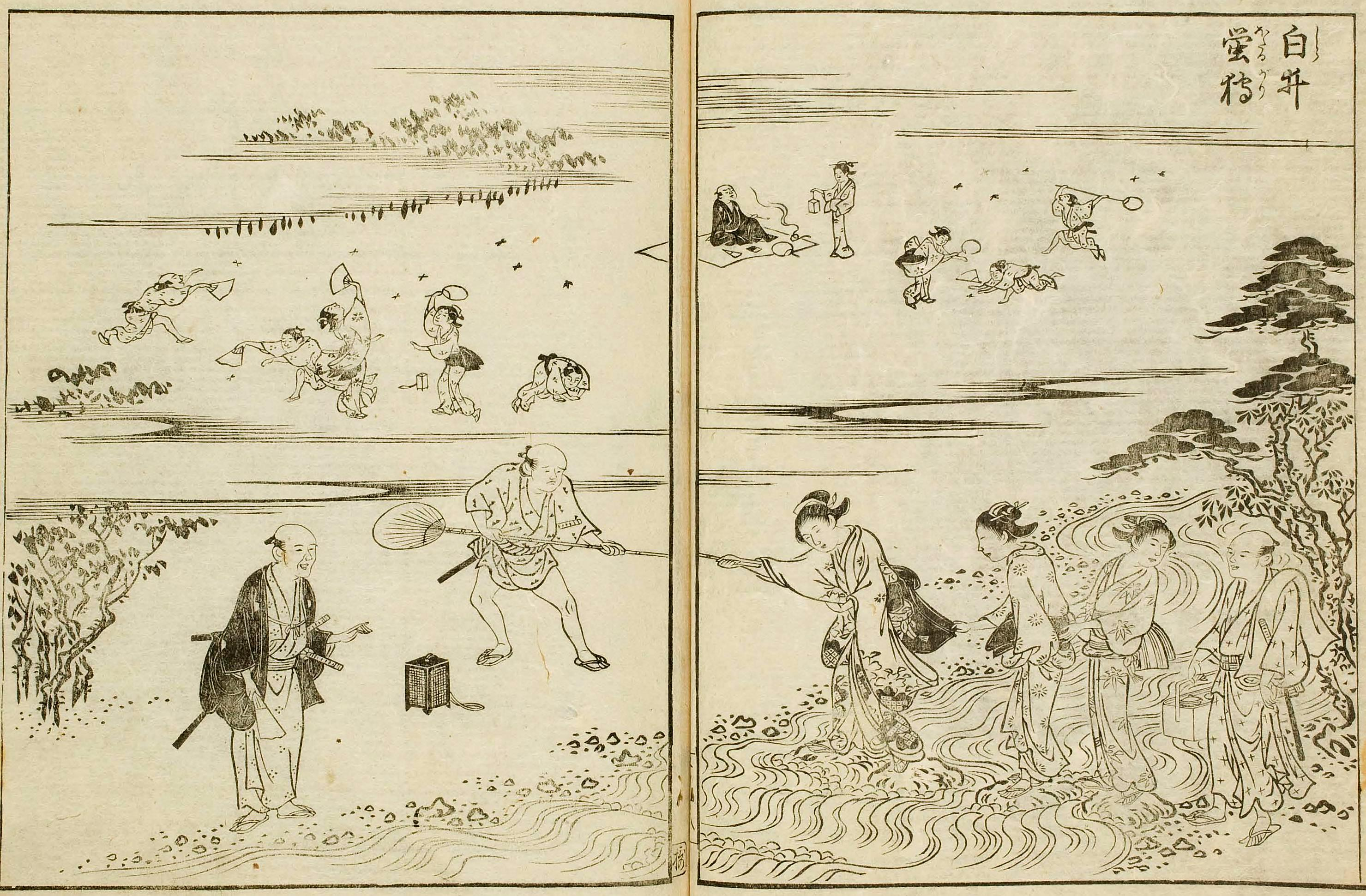
摂津名所図会「蛍狩り」1796-1798

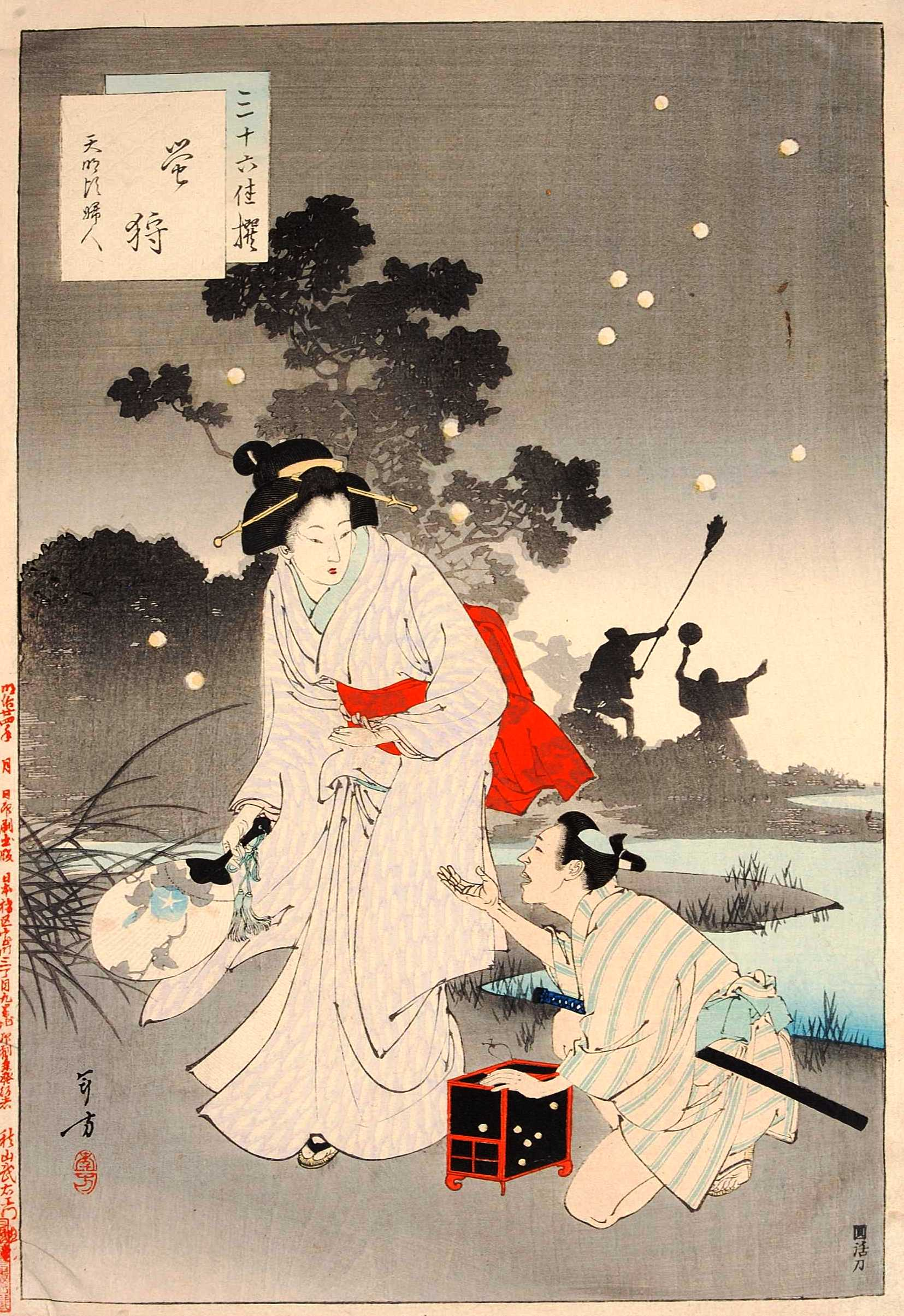
水野年方「三十六佳撰　螢狩　天明頃婦人」1891年

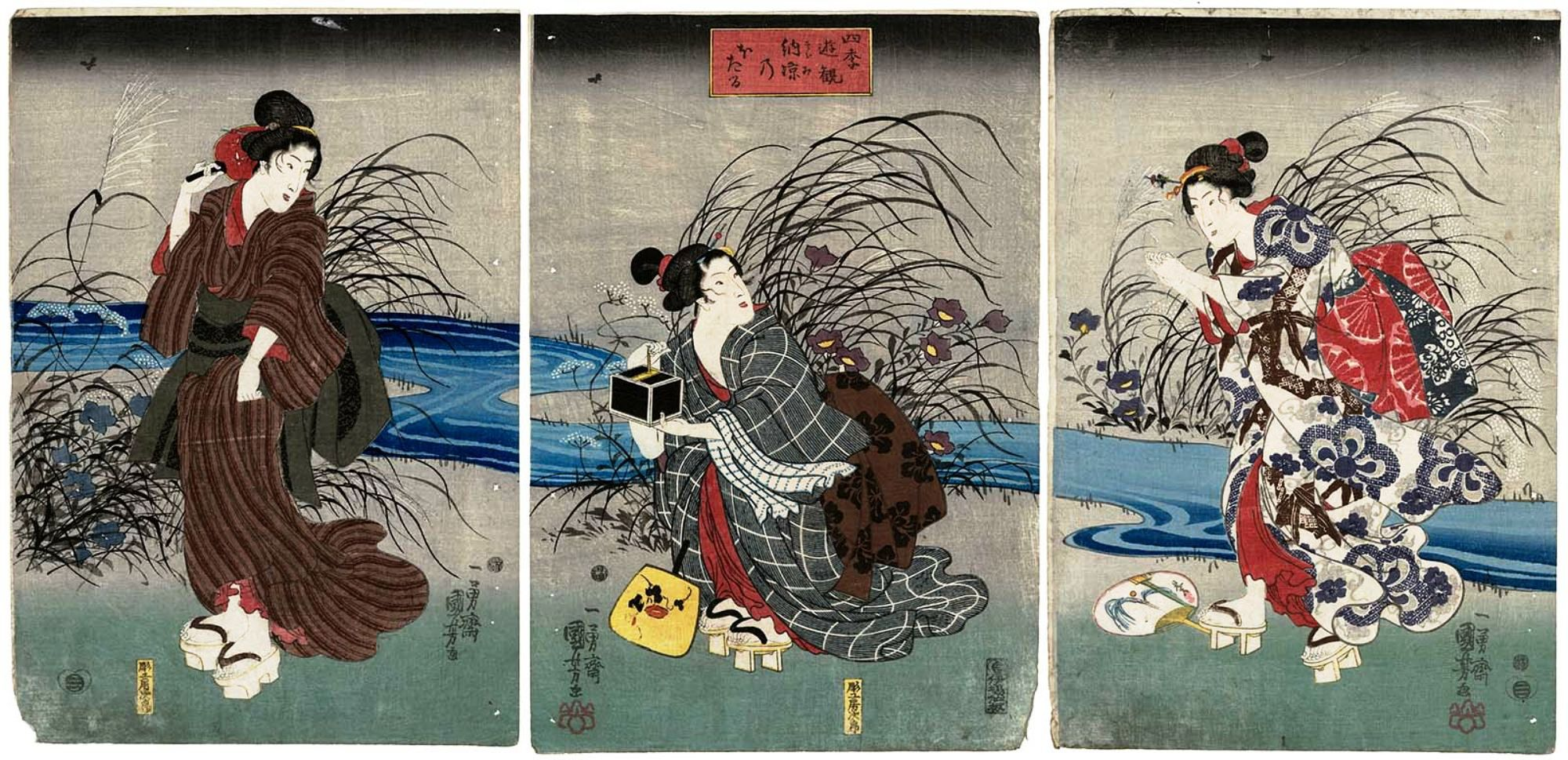
歌川国芳「四季遊観　納涼（すずみ）のほたる」1843年

夜に発光しながら活動するホタル類、特にゲンジボタルは古来から日本で人気のある昆虫の一つで、ホタルを題材とした文化も数多い。ホタル発光研究の草分けとして知られる神田左京は「ホタル」の名が『日本書紀』（彼地多有蛍火之光神）や『万葉集』（螢成）に既に見られると指摘する。
ゲンジボタルを中心とする日本に於けるホタル鑑賞のことを特に「ホタル狩り」という。ホテルなどでの催しとしてホタルを放つ例もある。
また、ゲンジボタル以外が完全に無視されていたわけではなく、陸生のマドボタルなどの幼虫は土蛍（つちぼたる）と呼ばれ、これに言及したものも見掛けられる。なお、ヒカリキノコバエの幼虫がこの名で呼ばれることがある。
江戸時代には参勤交代の大名が地元のホタルを将軍に献上する「献上蛍」の行事があった。
蛍狩りの唄として「ホーホー蛍来いこっちの水は甘いぞ」云々が知られる。横須賀市自然・人文博物館によると、「甘い水」とは農薬や洗剤に汚染されていない水で、ことさら砂糖水のような甘味のついた水分に好んで集まるわけではない。

### 慣用句
- 蛍二十日に蝉三日：旬の時期が短いことの喩え。
- 蛍雪、蛍雪の功、蛍の光 窓の雪、車胤聚蛍（しゃいんしゅうけい）：東晋の車胤並びに孫康の故事から「夏はホタルの光で、冬は雪明りで勉強する」という意味で、苦学することの喩え。受験雑誌『螢雪時代』の由来。
- 蛍火：蛍の光、淡い光から転じて、小さく消え残った火の喩え。
- 「腐草」（くちくさ）。ホタルの異名。かつてホタルは朽ちた草からできたものという俗説に基づく言葉である。

### 短歌・俳句など
短歌
- ゆく蛍 雲の上までいぬべくは 秋風吹くと雁に告げこせ（『伊勢物語』45段、『後撰和歌集』252、在原業平）
- 夕されば 蛍よりけに燃ゆれども 光見ねばや人のつれなき（『古今和歌集』562、紀友則）
- こゑはせで身をのみこがす蛍こそ いふよりまさる思なるらめ（『源氏物語』第二十五帖 蛍の巻）
- 音もせで思ひに燃ゆる蛍こそ 鳴く虫よりもあはれなりけれ（『後拾遺和歌集』216、源重之）
- 物思へば 沢の蛍もわが身より あくがれいづる魂かとぞ見る（『後拾遺和歌集』1164、和泉式部）
- 奥山にたぎりて落つる瀧の瀬の 玉ちるばかりものな思ひそ（『後拾遺和歌集』1165、貴船の明神）
- 我が恋は 水に燃えたつ蛍々 物言はで笑止の蛍 （『閑吟集』）

俳句
- 己が火を木々に蛍や花の宿（芭蕉）
- 手習ひの顔にくれ行くほたるかな（蕪村）
- 大蛍 ゆらりゆらりと 通りけり（一茶）
- 人寝ねて蛍飛ぶなり蚊帳の中（子規）

都々逸
- 恋に焦がれて鳴く蝉よりも鳴かぬ蛍が身を焦がす（山家鳥虫歌）

### 小説・映画
- 螢川 - 宮本輝のベストセラー小説、芥川賞受賞作。
- 火垂るの墓 - 野坂昭如の小説。および同名のアニメ映画。
- ほたるの星 - 2004年の日本映画。宗田理原作。ホタルの放流をテーマにした、実話を元にした作品。

### 楽曲
- 蛍の光（唱歌の定番の一つ）
- 蛍こい（童歌　曲名は「あっちの水」とされることもある[32]）
- じんじん（沖縄民謡の童謡）
- 蛍（作詞：井上赳 作曲：下総皖一 文部省唱歌）
- 北の蛍（森進一 作詞：阿久悠 作曲：三木たかし 編曲：川口真）
- 蛍（松原のぶえ 作詞：たかたかし 作曲：弦哲也 編曲：前田俊明）
- 蛍（陰陽座 作詞：黒猫 作曲：瞬火）
- 蛍虫（誠直也 『特捜最前線』の挿入歌として使われた形跡あり）
- 螢火（day after tomorrow 作詞：五十嵐充　作曲：鈴木大輔　編曲：五十嵐充、day after tomorrow）
- 蛍（TUBE）
- 蛍（鬼束ちひろ）
- 蛍（福山雅治）
- 螢火蟲（伊能静）
- 蛍（レミオロメン）
- 蛍（藤田麻衣子）
- 蛍（サザンオールスターズ）
- firefly（BUMP OF CHICKEN 作詞：藤原基央 作曲：藤原基央）
- ホタル（スピッツ）

### 「蛍」の付く言葉
- 蛍烏賊：体の各部に発光器を備え、光を発することから。
- 蛍族：夜間のベランダで喫煙する姿が、まるで蛍の火のように見えることから。
- 蛍火：蛍が発する光のことを指す季語。
- 蛍袋：鐘形花（しょうけいか）の見た目が、提灯（火垂る＝蛍）に似ていることから。
- 蛍石：蛍光を持つことが発見された最初の鉱物。
- 蛍光・蛍光灯：蛍の光が熱を出さないということから。
  - ホタルック：ホタルクスがNECブランドで販売する、残光性蛍光体を使用した蛍光灯のブランド名
- 蛍大名：戦国大名京極高次のあだ名。妻や妹のおかげ（＝尻の光）で出世したという揶揄。

### 「ホタル」の名の付く生物
ホタルは発光する生物の典型と見なされ、生物発光を行なう生物にはホタルイカ、ウミホタルなど往々にしてホタルの名がつけられる。また、蛍狩り等との関連で名がついたものにホタルブクロなどがある。また、ホタルはベイツ型擬態のモデルともなっており、そのために似た体色の別群の昆虫がある。ホタルガ、ホタルカミキリなどはこれに近い。

### 「蛍」の付く地名
- 青森県青森市大字浅虫字蛍谷
- 青森県青森市大字駒込字蛍沢
- 青森県つがる市木造柴田蛍沢
- 青森県平川市切明蛍沢
- 青森県北津軽郡中泊町宮野沢蛍澤
- 福島県相馬郡新地町福田螢田
- 新潟県上越市吉川区尾神螢場
- 富山県富山市婦中町蛍川
- 愛知県大府市長草町螢ケ脇
- 滋賀県大津市蛍谷
- 京都府亀岡市千歳町毘沙門蛍川
- 大阪府豊中市蛍池北町
- 大阪府豊中市蛍池中町
- 大阪府豊中市蛍池西町
- 大阪府豊中市蛍池東町
- 大阪府豊中市蛍池南町
- 高知県南国市蛍が丘
- 福岡県久留米市蛍川町
- 福岡県田川市夏吉蛍ケ丘
- 熊本県天草市新和町碇石螢目
- 台湾台北市蛍橋

### 地方公共団体の虫
下記自治体では蛍を自治体の虫として指定している。
- 青森県青森市
- 秋田県東成瀬村
- 福島県喜多方市

### ホタルの名所
日本
- 北海道
  - 沼田町
  - 別海町
- 青森県: 十和田市
- 宮城県: 登米市東和地区
- 秋田県: 由利本荘市大内地区
- 山形県: 米沢市
- 茨城県
  - つくば市上境
  - 潮来市島須
  - 下妻市ビアスパークしもつま
- 栃木県
  - 塩原温泉
  - 板室温泉
  - 名草
- 群馬県
  - 吾妻郡東吾妻町箱島
  - 利根郡みなかみ町
- 埼玉県: 飯能市
- 千葉県: 市川市
- 東京都
  - 板橋区ホタル飼育施設
  - 世田谷区岡本民家園
  - Nature Factory 東京町田
  - 青梅市岩蔵温泉
- 神奈川県
  - 横浜市
  - 湯河原町万葉公園〜藤木川・新崎川
- 富山県: 富山市
- 石川県: かほく市
- 福井県: 一乗谷
- 新潟県
  - 長岡市
  - 新潟市（西蒲区）
  - 弥彦村
- 長野県
  - 須坂市鮎川
  - 辰野町
  - 大町市青木湖
  - 佐久市春日
  - 軽井沢町発地
- 岐阜県
  - 本巣市席田用水
  - 各務原市大安寺川
- 静岡県
  - 東伊豆町
  - 柿田川
  - 清水町
- 愛知県
  - 名古屋市名古屋城 相生山緑地
  - 岡崎市
  - 瀬戸市馬ケ城浄水場
  - 西尾市
  - 阿久比町
- 三重県
  - 名張市
  - 伊勢市矢持町
- 滋賀県
  - 米原市
  - 守山市
  - 高島市（旧朽木村地区）
- 京都府
  - 京都市（左京区・右京区清滝川）
  - 宇治市
- 大阪府
  - 能勢町
  - 堺市
  - 交野市（南星台地区）
  - 太子町
  - 唐川
  - 菅原神社
  - 池田市
  - 高槻市
- 兵庫県
  - 南あわじ市
  - 朝来市
  - 多可町杉原川
  - 川西市
  - 猪名川町
  - 伊丹市
  - 尼崎市
  - 養父市
- 和歌山県
  - 紀の川市
  - 紀美野町
  - 日高川町
- 鳥取県: 南部町
- 島根県: 安来市
- 岡山県
  - 真庭市
  - 矢掛町
- 広島県: 庄原市
- 山口県
  - 宇部市
  - 長門市
- 徳島県: 吉野川市美郷
- 香川県
  - 高松市塩江地区
  - まんのう町
- 愛媛県: 伊予郡砥部町川登
- 福岡県
  - 福岡市
  - 八女市（星野村、立花町）
- 佐賀県: 小城市
- 長崎県: 市街地を除く県内各地に点在
- 熊本県
  - 熊本市池上町
  - 菊池市旭志
  - 玉名市岱明町
  - 甲佐町
- 大分県
  - 中津市耶馬渓
  - 豊後大野市三重町白山
- 宮崎県: 小林市出の山公園
- 鹿児島県
  - 鹿児島市（かごしま健康の森公園、吉田町）
  - 指宿市池田湖
  - 鹿屋市
- 沖縄県
  - 久米島町久米島ホタル館
  - 宮古島市来間島

韓国
- 全北特別自治道茂朱郡：茂朱ホタル祭り[33][34]

台湾
- 台北市: 陽明山
- 新北市: 烏来区
- 桃園県: 亀山郷（小精靈螢火蟲館）
- 新竹県: 横山郷（内湾）、北埔郷など
- 苗栗県: 南庄郷、三義郷など
- 台中市: 東勢区
- 南投県: 魚池郷（日月潭）、鹿谷郷（渓頭森林遊楽区）
- 嘉義県: 阿里山郷
- 台南市: 楠西区（梅嶺）
- 屏東県: 恒春鎮（墾丁国家公園）
- 花蓮県: 寿豊郷（鯉魚潭）
- 宜蘭県: 頭城鎮

マレーシア
- スランゴール州: クアラ・スランゴール